# Серга (Эстония)
Се́рга (эст. Serga, на письме также Сууре-Серга (Suure-Serga), в народе — Сууры-Серга (Suurõ-Serga)) — деревня в волости Сетомаа уезда Вырумаа, Эстония. Исторически относится к нулку Коолина.
До административной реформы местных самоуправлений Эстонии 2017 года входила в состав волости Меремяэ.

## География и описание
Расположена на расстоянии 28 километров от уездного центра — города Выру — и 24 километров от волостного центра — посёлка Вярска. Высота над уровнем моря — 134 метра. К юго-востоку от деревни Серга расположена состоящая из разрозненных хуторов сетуская деревня Вяйко-Серга.
Климат переходный от морского к континентальному. Официальный язык — эстонский. Почтовый индекс — 65334.

## Население
По данным переписи населения 2021 года, в Серга насчитывалось 16 жителей, все — эстонцы (сету в перечне национальностей выделены не были).
По данным переписи населения 2011 года, в деревне проживали 14 человек, также все — эстонцы (сету в перечне национальностей выделены не были).
Численность населения деревни Серга по данным переписей населения:
| Год  | 1959 | 1970 | 1979 | 1989 | 2000 | 2011 | 2021 |
| ---- | ---- | ---- | ---- | ---- | ---- | ---- | ---- |
| Чел. | 55   | ↘ 51 | ↘ 39 | ↘ 20 | ↗ 26 | ↘ 14 | ↗ 16 |

## История
В письменных источниках 1652 года деревня упоминается как Константиново, Серково, въ Приказѣ Константиновскомъ, 1885 года — Serga, 1904 года — Serga, Константи́ново.
На военно-топографических картах Российской империи (1846–1880 годы), в состав которой входила Лифляндская губерния, деревня обозначена как Константинова.
В XVIII веке деревня относилась к Тайловскому приходу, в XIX веке входила в состав общины Уланово.

## Достопримечательности
В деревне находится часовня (на языке сету — цяссон) Серга, посвящённая святой Анастасии (Настасье-Овчарнице), день памяти которой отмечается в деревне 11 ноября. Согласно дендрохронологии, годом её постройки является 1784. В годы Второй мировой войны в часовню попал снаряд, который сдвинул её с фундамента. Этот снаряд теперь можно увидеть в часовне в качестве достопримечательности. В 2007 году часовня была отреставрирована и заново освящена.
В Государственный регистр памятников культуры Эстонии внесён протекающий по территории деревни жертвенный источник Силмаляте (Silmaläte).

## Происхождение топонимов
Происхождение топонима Серга неясно. Его можно сопоставить с сетускими словами seerka ~ serga («серьги»). Русский топоним Серково может происходить как от названия цвета (серый), так и от ласкательных форм Сера, Серка, Серко личных имён Серафим и Серапион. По мнению языковеда Пеэтера Пялля, основой топонима может быть имя Сергей. В России есть несколько деревень Серково. Русское личное имя Константин имеет латинское происхождение (Constantinus). В России и Белоруссии деревни Константиново встречаются очень часто.

## Комментарии
1. ↑  Эстонские топонимы, оканчивающиеся на -а, не склоняются и не имеют женского рода (исключение — Нарва)[9].